# Poritia pheda
Poritia pheda är en fjärilsart som beskrevs av Corbet 1940. Poritia pheda ingår i släktet Poritia och familjen juvelvingar. Inga underarter finns listade i Catalogue of Life.